# Бах, Иоганн Людвиг
Иоганн Людвиг Бах (4 февраля 1677 — 1 мая 1731) — немецкий композитор и скрипач.
Его отец был органист и кантор Яков Бах (1655-1718). У Иоганна Людвига было два сына, Сэмюэль Антон и Готлиб Фридрих, которые работали органистами и художниками по пастели в Майнингене. Их потомки все еще живы сегодня. Он был отдаленно связан с Иоганном Себастьяном Бахом (1685-1750) и высоко ценил его как композитора.Родился в городе Тале. В возрасте 22 лет переехал в Майнинген, получив там должность кантора, а позднее капельмейстера. Написал многочисленные произведения и регулярно давал концерты как в самом Тале, так и в других городах.С 1688 по 1693 год Иоганн Людвиг посещал Гимназию в Готе , с 1699 года он работал « Гобоистом и Лаквеем » в Майнингер Хоф, здесь он, вероятно, получил дополнительные уроки композиции от капельмейстера Георга Каспара Шюрмана. 
Приходился дальним родственником (четвероюродным братом) Иоганну Себастьяну Баху, который сделал копии ряда его кантат и исполнил их в Лейпциге. Кантата Denn du wirst meine Seele nicht in der Hoelle lassen, ранее приписываемая Иоганну Себастьяну, и записанная как BWV 15 в каталоге его работ, ныне считается произведением Иоганна Людвига.
Иоганн Людвиг Бах принадлежал к «мейнингенской ветви» музыкантского
рода Бахов, тогда как Иоганн Себастьян Бах принадлежал к «веймарской ветви».